# Pandisus decorus
Pandisus decorus is een spinnensoort in de taxonomische indeling van de springspinnen (Salticidae).
Het dier behoort tot het geslacht Pandisus. De wetenschappelijke naam van de soort werd voor het eerst geldig gepubliceerd in 1980 door Fred R. Wanless.